# Una giornata di vacanza
Una giornata di vacanza (A Day's Pleasure), conosciuto anche con i titoli Una giornata di piacere e Giorno di festa, è un film interpretato, diretto e prodotto da Charlie Chaplin; fu proiettato la prima volta il 15 dicembre 1919.
Chaplin ha da poco perso il suo primo figlio, nato deforme e sopravvissuto solo tre giorni, il rapporto con la moglie, Mildred Harris, è fonte di preoccupazione, il conseguente triste stato d'animo si riflette probabilmente nel film che risulterà di modesta levatura.
Un incontro casuale quanto proficuo con il piccolo bambino di una coppia d'attori gli infonde lo stimolo per mettere in cantiere il film successivo girandone già alcune scene; il bambino in questione è Jackie Coogan. Pressato dai tempi di produzione accantona momentaneamente il progetto del nuovo film che prevede uno sviluppo più complesso con conseguente dilatazione dei tempi di lavorazione, per terminare e distribuire il presente, pur consapevole del mediocre risultato raggiunto. In esso Jackie Coogan ha solo una piccola parte non accreditata, che consente a Chaplin di continuare a testarne la resa di fronte alla macchina da presa, senza ancora rivelarne minimamente al pubblico le eccezionali qualità interpretative. La fredda accoglienza del pubblico e della critica non scalfiscono la fiducia nel nuovo progetto in fase di sviluppo e che quando vedrà la luce sarà distribuito col titolo de Il monello, conseguendo un successo mondiale per lui e per il bambino.
La gag dell'automobile schizzinosa che non si vuole avviare e delle conseguenti tribolazioni motoristiche diverrà uno standard dei film comici, in particolare di Laurel & Hardy e con eccellenti risultati nella trasposizione sonora dal titolo di A Perfect Day del 1929.

## Trama
La famiglia al completo per una gita fuori porta.
A bordo di un modello cabriolet della mitica Ford T, superato l’impasse iniziale del motore che non si vuole avviare ed una volta avviato (accensione a manovella manuale) si arresta non appena sta per salire a bordo il conducente per ripartire da solo una volta sceso, da ripetersi una decina di volte, finalmente si avviano in direzione dell'imbarco per una gita in battello.
La prepotenza di una coppia di sposi che gli usurpano il posto prima e lo coinvolgeranno in una rissa poi, il mal di mare, la frustrazione di non riuscire ad aprire una di quelle macchinose sedie a sdraio in legno per cui proverà tutte le varianti di montaggio possibili senza indovinare quella funzionale, fanno da cornice ad una gita poco felice; un gesto eroico di Charlot salva una madre cicciona da sicuro naufragio, quando col battello già in movimento, lanciata a bordo la carrozzina con l'infante, ella scivola nel salto rimanendo in bilico aggrappata, distesa come un ponte, con i piedi sul molo e le mani avvinghiate al battello; un arpione da pescatore manovrato da Charlot la trarrà in salvo, dopo esservi transitato sopra e sceso sul molo approfittando del ponte umano, per sbrigare una personalissima faccenda.
Il ritorno tra il traffico automobilistico cittadino si rivela altrettanto problematico in particolare al crocevia presidiato dal vigile le cui direttive di circolazione saranno interpretate in modo assolutamente originale da Charlot scatenando la rabbia del poliziotto e dei pedoni disturbati dalle manovre del nostro, che finirà per urtare un contenitore di catrame rovesciandone il contenuto sulla sede stradale e nella cui chiazza vischiosa finiranno per rimanere intrappolati alternativamente il poliziotto, Charlot, un altro poliziotto intervenuto in appoggio al collega.
Charlot si libera dalla morsa e si allontana con la famiglia a bordo dell'auto, lasciando nei guai i due poliziotti accavallati in ridicole posizioni imprigionati mani e piedi nel tentativo di liberarsi, per il divertimento del pubblico presente.